# Emanuil Frangos
Emanuil Frangos, gr. Εμμανουήλ Φράγκος (ur. 27 czerwca 1993 w Chios) – grecki polityk, eurodeputowany IX i X kadencji.

## Życiorys
Kształcił się w zakresie weterynarii na Uniwersytecie Arystotelesa w Salonikach. W wyborach europejskich w 2019 kandydował z listy partii Greckie Rozwiązanie, zajmując drugie miejsce wśród kandydatów. Na kartach wyborczych obok nazwiska dodany był przydomek, przez co pojawił się na nich jako „Frangos Emanuil (Frangulis)”. Upodabniało to jego dane do danych popularnego generała Frangulisa Frangosa i wzbudziło w mediach liczne komentarze. Emanuil Frangos nie uzyskał mandatu, jednak zasiadł w PE wkrótce po rozpoczęciu IX kadencji, zastępując w nim Kiriakosa Welopulosa. Z powodzeniem ubiegał się o reelekcję w kolejnych wyborach do PE w 2024.